# Miquel Coll
Pour les articles homonymes, voir Coll.
Miquel Coll i Alentorn, né à Barcelone le 12 mai 1904 et mort à Barcelone le 15 décembre 1990, est un scientifique, historien et homme politique catalan, membre de l'Union démocratique de Catalogne et président du Parlement de Catalogne entre 1984 et 1988.